# NGC 4402
NGC 4402 је спирална галаксија у сазвежђу Девица која се налази на NGC листи објеката дубоког неба.
Деклинација објекта је + 13° 6' 47" а ректасцензија 12h 26m 7,8s. Привидна величина (магнитуда) објекта NGC 4402 износи 11,8 а фотографска магнитуда 12,6. NGC 4402 је још познат и под ознакама UGC 7528, MCG 2-32-44, CGCG 70-71, VCC 873, IRAS 12235+1323, PGC 40644.